# Zhenqiao (köpinghuvudort i Kina, Jiangxi Sheng, lat 28,90, long 117,04)
Zhenqiao (kinesiska: 镇桥) är en köpinghuvudort i Kina. Den ligger i provinsen Jiangxi, i den sydöstra delen av landet, omkring 110 kilometer öster om provinshuvudstaden Nanchang. Antalet invånare är 51 714. Befolkningen består av 24 525 kvinnor och 27 189 män. Barn under 15 år utgör 22,0 %, vuxna 15-64 år 71 %, och äldre över 65 år 6,0 %.
Runt Zhenqiao är det tätbefolkat, med 266 invånare per kvadratkilometer. Närmaste större samhälle är Leping, 11,0 km nordost om Zhenqiao. Trakten runt Zhenqiao består till största delen av jordbruksmark.
Genomsnittlig årsnederbörd är 2 653 millimeter. Den regnigaste månaden är juni, med i genomsnitt 449 mm nederbörd, och den torraste är oktober, med 41 mm nederbörd.